# Charles Black
Pour les articles homonymes, voir Black.
 (juin 2023).
Si vous disposez d'ouvrages ou d'articles de référence ou si vous connaissez des sites web de qualité traitant du thème abordé ici, merci de compléter l'article en donnant les références utiles à sa vérifiabilité et en les liant à la section « Notes et références ».
Charles Augustus Black (1837-1901) était un homme politique canadien.
Il est né à Sackville, au Nouveau-Brunswick, en 1837 et son père était Samuel F. Black. Il étudia à l'Université Mount Allison et au Séminaire Lower Horton en Nouvelle-Écosse. Il reçut son diplôme de médecine de l'Université de Pennsylvanie en 1859. L'année suivante, il épousa Elizabeth Silliker.
Il a été membre du conseil municipal du comté de Westmorland et fut élu préfet. Il a représenté Westmorland à l'Assemblée législative du Nouveau-Brunswick sous la bannière conservatrice entre 1883 et 1886.